# Lluís Ferré Estela
Lluís Ferré Estela (Reus, 5 de gener de 1898 - 24 de maig de 1973) va ser un dibuixant i pintor català, fill de Nicolau Ferré Gebellí, pintor, i de Dolors Estela Mallorquí, tots dos de Reus.
Format a Llotja, va ser deixeble de Francesc Labarta i company d'estudis d'Alfred Sisquella i Apel·les Fenosa, i havia tingut sempre una gran amistat amb Joan Rebull. Va col·laborar als periòdics reusencs avantguardistes La Columna de Foc (1918-1920) i Llaç (1919-1920), de la qual havia dibuixat la capçalera, i on va establir amistat amb Bonaventura Vallespinosa. Havia practicat la tècnica del gravat al linòleum, i en el seu estudi, que tenia a la plaça de la Sang a Reus, hi feia tertúlies artístiques i culturals. Va dirigir l'escola d'art del Centre de Lectura, però, persona amb cops de geni, va abandonar-ne la direcció. La seva pintura, més aviat escassa, té reminiscències cèzannianes. Era col·leccionista d'obres d'art i de tractats sobre pintura. Va deixar a la biblioteca del Centre de Lectura uns àlbums amb dibuixos seus i un tractat manuscrit: «Trata de los circulos de la esfera y reloxes orizontales», amb gran quantitat de làmines.